# Franz Hauser
Franz Hauser (født 12. januar 1794 ved Prag, død 14. august 1870 i Freiburg) var en østrigsk musiker. 
Hauser studerede oprindelig jura. Han var 1817—37 operasanger (baryton) ved forskellige tyske scener, senere sanglærer i Wien og ledede 1846—64 konservatoriet i München. Hauser, der har skrevet en Gesanglehre für Lehrende und Lernende (1866), havde et særligt navn som Bach-kender; hans katalog over Bachs værker og en righoldig samling af Bachske autografer var i sin tid meget benyttet. Moritz Hauptmann udgav Briefe an Franz Hauser (2 bind, Leipzig 1871). 